# Gay Krant
De Gay Krant è stata, dal 1980 al 2013, una rivista mensile olandese rivolta a omosessuali, lesbiche e bisessuali. La rivista era pubblicata dalla Best Publishing Group sotto la direzione di Henk Krol.
Dopo un fallimento nel 2013, la rivista è stata acquisita dalle aziende che gestiscono altri media LGBT, tra cui Winq, Gay.nl e OUTtv. La Gay Krant inizialmente è apparsa come pubblicazione congiunta con la rivista patinata Winq sotto il nome di Winq|Gaykrant, ma dopo sei mesi la denominazione Gaykrant è stata eliminata e oggi la rivista si chiama semplicemente Winq.
Nell'agosto 2017, Gaykrant è stata rilanciata esclusivamente come piattaforma online, comprendente un sito web e relativi social media.

## Origini e sviluppo

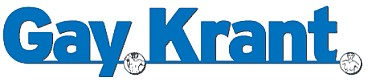
Il vecchio logo della Gay Krant, usato fino al 2007

Gay Krant fu ideata originariamente per il locale gay Du Masher di Eindhoven ed è stata pubblicata da Henk Krol e dal suo allora compagno Joop Boonstra (1949-2022). La pubblicazione ebbe successo ed ebbe a una rapida crescita. Nel 1987, la Gay Krant divenne un'organizzazione professionale con sede a Best, nella provincia del Brabante Settentrionale. La pubblicazione coprì sia i Paesi Bassi che le Fiandre e fu pubblicata dalla Best Publishing Group. La tiratura raggiunse circa 30.000 copie.
Nel corso degli anni, il formato cambiò più volte. Inizialmente fu una rivista in formato A5, dal 1982 passò al tabloid. Nel 2000 adottò il formato A4. Nel 2007, il periodico venne ribattezzato GK Magazine con un aspetto lucido, ma all'inizio del 2010 è tornato al formato tabloid. Dalla metà del 2012, la Gay Krant non fu più disponibile per la vendita singola, poiché sempre più lettori la consultarono in formato digitale tramite tablet.
Negli anni ottanta e novanta del XX secolo, la redazione divenne particolarmente attiva e rappresentò un punto di riferimento per la crescente comunità LGBT. Gay Krant fu la prima rivista nei Paesi Bassi a fornire educazione sull'AIDS. Con il progredire delle conquiste politiche, l'accento si spostò su reportage di approfondimento, pubblicità, cultura, viaggi e tendenze.
Fin dalla fondazione, Henk Krol fu il caporedattore, lasciò la posizione il 12 settembre 2012, quando venne eletto alla Tweede Kamer, la camera bassa degli Stati generali dei Paesi Bassi, per il partito 50PLUS. Arjan Broekhuizen divenne caporedattore dal 1980 al 1989, seguito da Hans van Velde (1990-2005) e Adri van Esch (dal 2005). Tra i collaboratori più noti vi furono Marjan Berk, Boris Dittrich, Cees van der Pluijm e Rob Tielman.

### Fallimento e rilancio
Nel marzo 2013, dopo 676 edizioni, Henk Krol dichiarò il fallimento della Best Publishing Group, interrompendo temporaneamente la pubblicazione della Gay Krant.
Fu così che le società Winq Media, Gay Group (responsabile del sito Gay.nl) e l'emittente televisiva OUTtv acquistarono la Gay Krant e il relativo sito web per un totale di 26.500 euro, acquisendo nomi di dominio, marchi, inserzionisti, diritti editoriali e abbonati.

## Mr. Gay Krant
Nel dicembre 1979 (o 1980), la Gay Krant introdusse un concorso per i lettori chiamato "Glamour Boy", in cui venivano selezionati giovani uomini attraenti. Il vincitore deteneva il titolo di Mr. Gay Krant per un anno. Dopo 25 anni, nel 2005, la redazione ha deciso di interrompere il concorso per motivi di immagine. Il concetto è stato poi ripreso dal sito Gay.nl, che dal 2006 al 2015 organizzò il concorso Mister Gay Netherlands.

## Premio Gay Krant
Il Premio Gay Krant venne assegnato ogni quattro anni dal 1992 al 2006 a coloro che si erano distinti nella lotta per i diritti LGBT, secondo i lettori della rivista. Il riconoscimento consisteva in una statuetta realizzata da Hans van Eerd. Con l'introduzione del Premio Jos Brink nel 2008, la Gay Krant ritenne il proprio premio non più necessario.
- 1988 - Jos Brink & Frank Sanders
- 1992 - Frans Stello & Gerard Kuipers
- 1996 - Jan van Kilsdonk
- 2000 - Paul de Leeuw
- 2004 - Boris Dittrich
- 2006 - Will Ferdy